# Amt Langballig
Das Amt Langballig ist ein Amt im Norden der Landschaft Angeln im Kreis Schleswig-Flensburg in Schleswig-Holstein. Es grenzt im Norden an die Stadt Glücksburg (Ostsee) und die Ostsee, im Osten an das Amt Geltinger Bucht, im Süden an Sörup und im Westen an das Amt Hürup und die Stadt Flensburg.

## Amtsangehörige Gemeinden
| - Dollerup - Grundhof - Langballig - Munkbrarup | - Ringsberg - Wees - Westerholz |

## Geschichte
1970 entstand das Amt aus den bisherigen Ämtern Grundhof und Munkbrarup.

## Wappen
Blasonierung: „In Blau zwischen zwei goldenen Wellenbalken ein schreitender goldener Löwe.“